# Wally Paterson
Warren Walter „Wally” Paterson (ur. 23 czerwca 1928 w Cairns, zm. 27 lipca 2006 w Tin Can Bay) – australijski zapaśnik walczący w stylu klasycznym. Olimpijczyk z Melbourne 1956, gdzie zajął ósme miejsce w kategorii do 73 kg.

## Letnie Igrzyska Olimpijskie 1956
| Konkurencja          | Rundy eliminacyjne    | Rundy eliminacyjne    | Klas. końcowa |
| Konkurencja          | Przeciwnik I          | Przeciwnik II         | Miejsce       |
| -------------------- | --------------------- | --------------------- | ------------- |
| 79 kg styl klasyczny | Viljo Punkari (FIN) P | Giwi Kartozia (URS) P | 8.            |